# Liotyphlops
Liotyphlops är ett släkte av kräldjur som ingår i familjen Anomalepididae.
Arterna är små ormar med en längd mindre än 75 cm. De förekommer i norra och centrala Sydamerika. Släktets medlemmar vistas i lövskiktet eller i det översta jordlagret. De äter främst termiter. Antagligen lägger honor ägg.
Arter enligt Catalogue of Life:
- Liotyphlops albirostris, observerades i södra Centralamerika, norra Sydamerika och i vissa brasilianska delstater.
- Liotyphlops anops, lever i Colombia.
- Liotyphlops argaleus, hittas i Colombia.
- Liotyphlops beui, södra Brasilien och Paraguay.
- Liotyphlops schubarti, sydöstra Brasilien.
- Liotyphlops ternetzii, från regionen Guyana till Uruguay.
- Liotyphlops trefauti, östra Brasilien.
- Liotyphlops wilderi, sydöstra Brasilien.

2008 respektive 2010 beskrevs ytterligare två arter, Liotyphlops haadi och Liotyphlops caissara.